# Зеатин
Зеатин — фитогормон-цитокинин аденинового типа.
Зеатин впервые был выделен из кукурузы (Zea mays). В природе наиболее распространен транс-изомер, однако в растениях также встречается и цис-изомер зеатина, а также его насыщенное производное — дигидрозеатин.

## История выделения
В 1963 году ученый по фамилии Летам готовил реактивы для эксперимента по использованию ДНК эндосперма кукурузы в качестве фитогормона, так как был замечен отклик. Но в ходе подготовки эксперимента Летам перегрел реактивы, вследствие чего ДНК денатурировала как и нуклеотиды. Но когда Летам добавил полученную смесь продуктов разрушения ДНК к кукурузе, он наблюдал предполагаемые эффекты. Затем первый цитокинин был выделен уже непосредственно из кукурузы.

## Использование
Как многие другие цитокинины, зеатин используется в основном в получении каллусов, впоследствии использующихся для микроклонального размножения или же иных генетических модификаций.

## Применение
Зеатин обладает целым рядом эффектов, включая:
- Способствует образованию каллуса в сочетании с ауксином в концентрации 1 промилле.
- Способствует завязыванию плодов. Зеатин 100 ppm + GA3 500 ppm + NAA 20 ppm, распыляется на 10, 25, 40-й день после цветения.
- Замедляет пожелтение овощей, 20 ppm, распыляется.

- Вызывает рост и цветение вспомогательных стеблей.

Зеатин также можно применять для стимуляции прорастания семян и роста рассады.
Также было показано, что зеатин повышает устойчивость табака к бактериальному патогену Pseudomonas syringae, на который транс-зеатин оказывает более выраженное действие, чем цис-зеатин.
Обнаружено, что два изомера зеатина оказывают разное биологическое действие, поскольку установлено, что транс-зеатин биологически активен, в то время как цис-зеатин оказывает слабое воздействие. Эта особая биологическая активность не является результатом различий в поглощении и накоплении транс-зеатина в отличие от цис-зеатина.  В биоанализе табачных каллусов было обнаружено, что цис-зеатин менее активен, чем транс-зеатин. Нет доказательств цис-транс-изомеризации в тканях растений.